# Комиссии кнессета
Комиссии Кнессета (ивр. ועדות הכנסת‎) действуют в рамках израильского парламента — Кнессета и являются его вспомогательными органами, отвечающими за конкретные вопросы.
Комиссии являются важной исполнительной ветвью работы Кнессета и составлены по форме партийно-властных отношений в составе Кнессета. Цель их создания — уменьшить нагрузку на обсуждения на пленарном заседании и обеспечить возможность более пристального наблюдения и контроля за целевыми направлениями деятельности.

## Работа комиссий
В Кнессете есть несколько типов комиссий:
- Постоянные комиссии кнессета — комиссии, созданные на основании устава кнессета и имеющие определённые сферы деятельности.
- Специальные комиссии кнессета — комиссии, созданные на определённый срок по решению Пленума Кнессета.
- Существуют специальные комиссии, созданные президиумом кнессета, такие как комиссия по этике и комиссия по комментариям, но они не уполномочены заниматься законотворчеством.
- Парламентские следственные комиссии.

Состав комиссий определяется специальной комиссией, создаваемой для этой цели после объявления результатов выборов в Кнессет. Начиная с Кнессета четвёртого созыва сравнивался размер комиссий и в каждом из них работало 19 членов, тогда как в предыдущих созывах кнессета численное преимущество отдавалось комиссии по делам Кнессета и Законодательной комиссии кнессета. В 1994 году был принят Закон о Кнессете, в котором говорилось, что число членов комиссий не должно превышать 15, за исключением Комиссии по делам кнессета, комиссии по Конституции, финансовой комиссии и комиссии по иностранным делам и обороне, где число членов ограничено 17 депутатами. В 2004 году в качестве временного положения, Кнессетом шестнадцатого созыва был принят специальный закон, в котором говорилось, что в финансовую комиссию могут быть назначены 19 членов. Аналогичный временный порядок был принят и в Кнессете семнадцатого созыва.
Полномочия комиссий различаются в зависимости от областей, которыми они занимаются, и их выводы представляются на пленарном заседании кнессета. Формулировки законов, которые обрабатываются комиссиями, обычно являются решающими. Основной спор относительно их полномочий касается противоречия между уставом кнессета и уставом полномочий комиссий, установленным в начале первого Кнессета. Комиссия имеет право самостоятельно обсуждать «любой другой вопрос, входящий в его компетенцию», в то время как устав кнессета позже прямо определил обязанности комиссий. Таким образом, вопросы, снятые с повестки дня голосованием на пленуме Кнессета, по собственному решению комиссии попали в обсуждение комиссии.
Комиссии кнессета несут ответственность за организацию обсуждений надзора за правительством в областях, которые им поручены. На слушаниях по надзору комитет может запрашивать данные у представителей правительства и контролировать надлежащее функционирование правительства в различных областях.

Несколько основных задач комиссий кнессета относятся к области законодательства:
- Когда пленум Кнессета одобряет частный законопроект в предварительном чтении, законопроект передается в одну из комиссий Кнессета для предварительного обсуждения, если возникает спор, в какую комиссию передать законопроект, комиссия по делам Кнессета принимает решение по этому вопросу (иногда из-за политических соображений возможно, что законопроект будет передан комиссии, не имеющему отношения к предмету законопроекта). В обсуждениях комиссии принимают участие эксперты, которые предлагают поправки к законопроекту. Принятие изменений в законопроекте зависит от согласия автора законопроекта (в отличие от обсуждения в комиссии при подготовке ко второму и третьему чтению). По окончании обсуждения в комиссии закон готов к голосованию в первом чтении.
- В прошлом каждая комиссия имела право предлагать законопроект от имени комиссии, такой законопроект не подлежал предварительному чтению и направлялся на пленарное заседание для голосования в первом чтении. Сегодня только комиссия по делам Кнессета, законодательная комиссия кнессета и комиссия кнессета по вопросам государственного контроля могут предлагать закон от имени комиссии и только в областях, определённых в статье 80 Устава Кнессета.
- После одобрения законопроекта в первом чтении он передается в соответствующую комиссию для подготовки ко второму и третьему чтению. Комиссия, обсуждающая законопроект, может вносить изменения в предложение, в том числе изменения, противоречащие намерению автора законопроекта, но они не могут выходить за рамки предмета законопроекта, принятого в первом чтении. Комиссия также может объединить два законопроекта (с одобрения комиссии по делам Кнессета) или разделить законопроект на части (с одобрения Кнессета). После завершения обсуждения и голосования в комиссии предложение с поправками в редакции, принятой голосованием комиссии, и списком оговорок, не принятых голосованием комиссии, возвращается на пленарное заседание кнессета для последующих чтений. Комиссия также имеет право предложить Кнессету снять предложение с повестки дня. Важность обсуждения в комиссии показан Верховным судом по законопроекту о налоге на многоквартирные дома, в котором Глава 12 Закона об экономической эффективности (Законодательные поправки для достижения целей бюджета на 2017 и 2018 бюджетные годы), 2016—2017 [1], в котором был введен налог на многоквартирные дома, был признан недействительным, поскольку члены комиссии не могли обсудить представленный им законопроект.
- Во многих случаях министр, ответственный за определённый закон, наделяется полномочиями устанавливать правила на основании этого закона. Обычно министр должен представить регламент на утверждение соответствующей комиссии, а иногда комиссия вносит изменения в формулировку регламента.

Председатели комиссий избираются самими комиссиями по рекомендации комиссий Кнессета. Однако на практике усмотрение комиссии Кнессета и членов комиссии лишь кажущееся, поскольку руководство комиссий разделено между фракциями в рамках коалиционных соглашений, и именно фракции определяют, кто от их имени будет исполнять обязанности председателя комиссии. Депутаты Кнессета от оппозиционных фракций также являются главами комиссий. Комиссию кнессета по вопросам государственного контроля должен возглавить председатель от оппозиции.

## Список комиссий Кнессета
| Комиссия                                                                       | Председатель        | Фракция             | Фракция               |
| Постоянные комиссии                                                            | Постоянные комиссии | Постоянные комиссии | Постоянные комиссии   |
| ------------------------------------------------------------------------------ | ------------------- | ------------------- | --------------------- |
| Комиссия по делам Кнессета                                                     | Офир Кац            |                     | Ликуд                 |
| Финансовая комиссия кнессета                                                   | Моше Гафни          |                     | Яхадут ха-Тора        |
| Комиссия кнессета по экономике                                                 | Давид Битан         |                     | Ликуд                 |
| Комиссия кнессета по иностранным делам и безопасности                          | Юлий Эдельштейн     |                     | Ликуд                 |
| Комиссия по национальной безопасности                                          | Цвика Фогель        |                     | Оцма Йехудит          |
| Комиссия кнессета по внутренним делам и защите окружающей среды                | Яаков Ашер          |                     | Яхадут ха-Тора        |
| Законодательная комиссия кнессета                                              | Симха Ройтман       |                     | Ха-Цийонут ха-Датит   |
| Комиссия кнессета по вопросам алии, абсорбции и диаспоры                       | Одед Форер          |                     | Наш дом Израиль       |
| Комиссия кнессета по образованию, культуре и спорту                            | Йоси Таеб           |                     | ШАС                   |
| Комиссия кнессета по труду, благосостоянию и здравоохранению                   | Исраэль Эйхлер      |                     | Яхадут ха-Тора        |
| Комиссия по здравоохранению                                                    | Уриэль Босо         |                     | ШАС                   |
| Комиссия по государственным предприятиям                                       | Охад Таль           |                     | Ха-Цийонут ха-Датит   |
| Комиссия кнессета по вопросам государственного контроля                        | Мики Леви           |                     | Еш атид               |
| Комиссия кнессета по поддержке статуса женщины                                 | Пнина Тамено-Шете   |                     | Ха-махане ха-мамлахти |
| Комиссия кнессета по науке и технологии                                        | Айман Оде           |                     | Хадаш-Тааль           |
| Комитет по этике                                                               | Азулай Инон         |                     | ШАС                   |
| Специальные комиссии                                                           |                     |                     |                       |
| Специальная комиссия кнессета по борьбе с использованием наркотиков и алкоголя | Боаз Бисмут         |                     | Ликуд                 |
| Комиссия кнессета по правам ребёнка                                            | Элияху Делаль       |                     | Ликуд                 |
| Специальная комиссия по надзору за Фондом для граждан Израиля                  | Лимор Сон Хар-Мелех |                     | Оцма Йехудит          |
| Комиссия кнессета по обращениям граждан                                        | Ицхак Пиндрос       |                     | Яхадут ха-Тора        |
| Специальная комиссия по сокращению социального разрыва на периферии            | Авраам Бецалель     |                     | ШАС                   |
| Особая комиссия кнессета по делам иностранных рабочих                          | Элияху Равиво       |                     | Ликуд                 |
| Специальная комиссия по делам молодежи                                         | Наама Лазими        |                     | Авода                 |
| Специальная комиссия по укреплению и развитию Негева и Галилеи                 | Михаэль Битон       |                     | Ха-махане ха-мамлахти |
| Специальная комиссия по обращению с пережившими Холокост                       | Мерав Коэн          |                     | Еш атид               |

### Исторические комиссии
| Название комиссии | Созывы кнессета в которых комиссия работала | Дата создания                         | Дата расформирования              |
| --- | ------------------------------------------- | ------------------------------------- | --------------------------------- |
| Комиссия кнессета по услугам населению | 1, 2, 3, 4, 5, 6, 7, 8                      | 14 февраля 1949 г.                    | 13 июня 1977 г.                   |
| Комиссия по вопросам Второго управления телевидения и радиовещания                                                                                    | 11, 12, 13, 16, 17, 18                      | 13 августа 1984 г. 17 февраля 2003 г. | 17 июня 1996 г. 5 февраля 2013 г. |
| Специальная комиссия по новому вирусу короны и проверке готовности страны к эпидемиям и землетрясениям                                                | 23                                          | 23 марта 2020 г.                      | 6 апреля 2021 г.                  |
| Специальная комиссия по реализации доступности государственной информации и принципов её открытости для общественности                                | 20                                          | 14 июля 2015 г.                       | 30 апреля 2019 г.                 |
| Специальная комиссия по распределённой справедливости и социальному равенству                                                                         | 20                                          | 27 июля 2016 г.                       | 30 апреля 2019 г.                 |
| Специальная комиссия по инциденту об исчезновении детей Йемена, Востока и Балкан                                                                      | 20                                          | 7 февраля 2017 г.                     | 30 апреля 2019 г.                 |
| Комиссия по специальным национальным инфраструктурным проектам и еврейским религиозным службам                                                        | 24                                          | 11 августа 2021 г.                    | 15 ноября 2022 г.                 |
| Специальная комиссия для обсуждения законопроекта государственного управления по благоустройству города и разделов законопроекта хозяйственного плана | 20                                          | 14 июля 2015 г.                       | 30 апреля 2019 г.                 |